# Zespół przeżuwania
Zespół przeżuwania, in. zespół ruminacji (ang. rumination syndrome) – przewlekłe zaburzenie czynnościowe przewodu pokarmowego o nieokreślonej precyzyjnie etiologii i patogenezie, objawiające się występującym bez prowokowania wymiotów oraz powtarzalnym cofaniem się z żołądka do jamy ustnej porcji ostatnio spożytego pokarmu (tzw. regurgitacje), a następnie ponownym jej przeżuwaniem i połykaniem bądź wypluwaniem. Zaliczane także do zaburzeń odżywiania.

## Epidemiologia
Zespół przeżuwania jest zaburzeniem występującym w każdym wieku, najczęściej obserwowany jest u niemowląt. Częstość występowania u dorosłych nie jest znana, uważa się, że jest to zaburzenie rzadkie, częściej pojawiające się u kobiet.
Zespół przeżuwania został początkowo opisany u noworodków, niemowląt, dzieci oraz osób z zaburzeniami psychicznymi i funkcjonalne niepełnosprawnych (niepełnosprawnych umysłowo). Później opisano zespół zarówno u mężczyzn, jak i kobiet w różnym wieku i z różnym stopniem sprawności intelektualnej.

## Etiopatogeneza
Nie określono dokładnie mechanizmu patofizjologicznego zespołu przeżuwania. W badaniach obserwowano zaburzenia czynności dolnego zwieracza przełyku oraz zwiększenie wrażliwości żołądka na bodźce. W badaniu pH-metrycznym stwierdzano obniżenie pH podobne jak w chorobie refluksowej, jednak nieprawidłowość ta była obserwowana tylko w pierwszej godzinie po posiłku. Zespół przeżuwania wiązano również z bulimią, choć w bulimii nie obserwuje się raczej ponownego połykania kęsów pokarmowych, a chorzy ponadto mogą prowokować wymioty (cecha niecharakterystyczna dla zespołu przeżuwania).

## Objawy
Typowe objawy zespołu przeżuwania:
- regurgitacje – bierne, powtarzalne cofanie się treści pokarmowej w ciągu kilku minut od początku posiłku,
- cofająca się z żołądka treść zawiera częściowo pokarmy, których smak chory rozpoznaje i sprawia on mu przyjemność,
- regurgitacje pojawiają się bez prowokowania wymiotów, może poprzedzać je odbijanie albo zamierzony skurcz mięśni prostych brzucha,
- w okresie poprzedzającym regurgitację nie występują odruchy wymiotne i zazwyczaj nie pojawiają się nudności,
- decyzja co do postępowania z cofniętym do jamy ustnej kęsem pokarmowym u osoby dorosłej jest świadoma, zależy ona od sytuacji, w jakiej znajduje się chory (decyzja: ponowne połknięcie czy wyplucie),
- epizody trwają najczęściej od 1 do 2 godzin.

Zespołowi przeżuwania mogą towarzyszące inne dolegliwości: zgaga, nudności, biegunka, zaparcie. U młodych osób objawem podstawowym może być spadek masy ciała.

## Kryteria rozpoznania
Zespół przeżuwania rozpoznaje się na podstawie kryteriów rzymskich III.
U dorosłych początek objawów musi występować co najmniej 6 miesięcy przed postawieniem diagnozy. Konieczne jest spełnienie poniższych warunków przez co najmniej 3 miesiące:
Kryteria niezbędne do rozpoznania
1. ciągłe albo powtarzające się cofanie do jamy ustnej świeżo połkniętego pokarmu, a następnie jego wypluwanie lub ponowne przeżuwanie i połykanie
2. regurgitacje niepoprzedzone odruchami wymiotnymi

Kryteria uzupełniające
1. incydenty regurgitacji nie są zazwyczaj poprzedzone nudnościami
2. epizod zaburzenia ustępuje, gdy cofająca się treść pokarmowa staje się kwaśna
3. smak cofającej się treści pokarmowej jest przyjemny dla pacjenta

## Badania diagnostyczne
W badaniu manometrycznym żołądka i dwunastnicy widoczne są tzw. "fale R" odpowiadające spontanicznym wzrostom ciśnienia w żołądku i jelicie cienkim występującym po posiłku i związanym ze skurczami mięśni brzucha.

## Leczenie
Najważniejszym elementem leczenia u osób bez upośledzenia umysłowego jest wyjaśnienie specyfiki zaburzenia i uspokojenie pacjenta. W leczeniu z powodzeniem stosuje się psychoterapię behawioralną (np. techniki oddychania przeponą, biofeedback, techniki relaksacyjne). W terapii stosuje się również jako leki pomocnicze inhibitory pompy protonowej u chorych odczuwających zgagę i w celu ochrony przełyku przed kwaśną treścią żołądkową.

## Zespół przeżuwania u niemowląt
Uważa się, że również u niemowląt zespół przeżuwania jest zaburzeniem czynnościowym o charakterze nawykowym, w którym cofanie się pokarmu do jamy ustnej, żucie i następnie połknięcie bądź wyplucie, przebiega w sposób świadomy. Zaburzenie to u niemowląt uważa się za poważne, mogące prowadzić do niedożywienia i wyniszczenia.

### Przyczyny zespołu przeżuwania u niemowląt
Za przyczynę zespołu przeżuwania u niemowląt uznaje się zaburzone relacje między dzieckiem a jego opiekunami. Przeżuwanie jest wywoływane przez brak kontaktu emocjonalnego z bliskimi i niedobór dopływających z otoczenia bodźców. Zespół przeżuwania obserwuje się u niemowląt, których matki nie są związane z nimi emocjonalnie. Może on także wystąpić u noworodków przebywających w środowisku uniemożliwiającym normalny kontakt z opiekunami – np. na oddziałach intensywnej terapii.

### Kryteria rozpoznania
Zaburzenie rozpoznaje się na podstawie kryteriów rzymskich III. Konieczne jest spełnienie wszystkich poniższych warunków przez co najmniej 3 miesiące:
1. powtarzające się skurcze mięśni brzucha, przepony i języka
2. regurgitacja, a następnie wypluwanie lub przeżuwanie i ponowne połknięcie treści pokarmowej
3. co najmniej 3 z poniższych kryteriów:
  - pierwsze objawy w wieku 3–8 miesiąca życia
  - brak poprawy po leczeniu przeciwrefluksowym, lekach antycholinergicznych, unieruchomieniu rąk, zmianie mieszanki mlecznej, karmieniu przez zgłębnik założony do żołądka lub gastrostomię
  - brak nudności, brak uczucia dyskomfortu
  - brak objawów podczas snu i w czasie, gdy uwagę dziecka zajmują osoby znajdujące się w jego otoczeniu

### Postępowanie terapeutyczne
W terapii zaleca się edukację i pomoc matce w zaspokajaniu potrzeb emocjonalnych niemowlęcia. Korzystne może być również zastępowanie matki w czynnościach, które zaspokajają te potrzeby np. w karmieniu, przytulaniu czy pocieszaniu dziecka. U dzieci z upośledzeniem umysłowym stosuje się terapię behawioralną.

## Zespół przeżuwania u dzieci starszych i młodzieży
Zespół przeżuwania w tym wieku częściej występuje u dziewcząt w okresie pokwitania. Zaburzenie może być związane z zaburzeniami jedzenia, może towarzyszyć np. depresji, zaburzeniom lękowym, ADHD, zaburzeniom obsesyjno-kompulsywnym. Pojawia się również w przypadku upośledzenia umysłowego. Objawy są podobne jak u dorosłych, trwają zwykle przez około godzinę po posiłku, na ogół nie pojawiają się w nocy.

### Kryteria rozpoznania
Zaburzenie rozpoznaje się na podstawie kryteriów rzymskich III. Objawy muszą występować przynajmniej raz w tygodniu. Konieczne jest spełnienie wszystkich poniższych warunków przez co najmniej 2 miesiące przed ustaleniem rozpoznania:
1. Powtarzające się, niebolesne regurgitacje i przeżuwanie albo wypluwanie pokarmu:
  - zaczynające się wkrótce po spożyciu posiłku
  - niewystępujące w trakcie snu
  - nieustępujące po standardowym leczeniu przeciwrefluksowym
2. brak odruchów wymiotnych
3. brak cech procesu zapalnego, wady anatomicznej, zaburzeń metabolicznych lub choroby nowotworowej, które by wyjaśniały objawy pojawiające się u pacjenta

### Postępowanie terapeutyczne
W terapii stosuje się skutecznie psychoterapię behawioralną. Umiarkowanie skuteczne jest stosowanie trójpierścieniowych leków przeciwdepresyjnych. Przy znacznym ubytku masy ciała konieczne bywa żywienie dojelitowe.